# Park Narodowy El Guache
Park Narodowy El Guache (hiszp. Parque nacional El Guache) – park narodowy w Wenezueli położony w stanach Lara i Portuguesa. Został utworzony 5 czerwca 1992 roku i zajmuje obszar 125 km². Od północnego zachodu graniczy z Parkiem Narodowym Yacambú.

## Opis
Park znajduje się u podnóża Andów i obejmuje niewielkie pasma górskie Garabote, Fila Rica, Alta, Agua Amarilla, Los Ranchitos, Miracuy i El Frío na wysokościach od 800 do 1700 m n.p.m. Znajdują się tu źródła takich rzek jak Guache, Ospino, Bocoy, Toco i Are. Jedną z największych atrakcji turystycznych są wodospady San Miguel, El Encanto i El Veral. Prawie całą powierzchnię parku pokrywa tropikalny wilgotny las górski. Flora i fauna nie została dokładnie zbadana.
Średnia roczna temperatura w parku wynosi w zależności od wysokości od +19 °C do +26 °C, a średnie roczne opady od 1800 do 2000 mm.

## Flora
Na wysokościach od 800 do 1200 m n.p.m. występują głównie Andira retusa, Billia columbiana, Inga subnuda, Ficus velutina, Garcinia madruno, Maprounea guianensis, Coussapoa villosa, Brownea macrophylla, Brownea grandiceps, Byrsonima hypoleuca, Inga punctata, Miconia prasina, Myrcia acuminata, Alchornea grandiflora, Ardisia foetida, chlebowiec właściwy, Astronium graveolens, Eugenia lambertiana, Aciotis purpurascens, Aphelandra macrophylla, Heliconia hirsuta.
Wyżej rośnie narażony na wyginięcie (VU) Tabebuia chrysantha, a także m.in.: Cyathea caracasana, Faramea occidentalis, Piper longispicum, Pouteria baehniana, Besleria pendula, Mabea occidentalis, Stylogyne longifolia, Palicourea angustifolia, Alchornea triplinervia i Dendropanax arboreus.

## Fauna
Ssaki występujące w parku to narażone na wyginięcie (VU) andoniedźwiedź okularowy, pekari białobrody i mazama karłowata, a także m.in.: wyjec rudy, mulak białoogonowy, pancernik dziewięciopaskowy, tamandua południowa, puma płowa, szop krabożerny, paka nizinna, koendu brazylijski.
Ptaki to narażony na wyginięcie (VU) czubacz hełmiasty, a także m.in.: czakalaka rdzaworzytna, kacykowiec rdzaworzytny, kacyk plamoskrzydły, kacyk płomiennogłowy, andagra modrogłowa, srokotanager i amazonka żółtogłowa. 
Gady żyjące w parku to m.in.: żararaka lancetowata, Bothrops venezuelensis, Bothrops colombiensis, koralówka czerwonoogonowa, Micrurus isozonus, boa dusiciel i Clelia clelia.